# Francisco Gómez García, Quico
Francisco Gómez García, conocido como Quico, fue un futbolista canterano del Real Betis que llegó a debutar con el primer equipo a mediados de la década de los 90.

## Trayectoria
Militando en el equipo filial del Real Betis en la temporada 1994-1995, Lorenzo Serra Ferrer hizo debutar a este corpulento central en Primera División, dadas las buenas maneras que apuntaba. Disputó dos partidos esa campaña y tal circunstancia volvió a repetirse en la campaña siguiente, la 1995-1996, cuando disputó un partido de Liga (en El Molinón ante el Sporting de Gijón, con victoria bética por 2-3, y otro de la Copa de la UEFA ante el Kaiserslautern.
Sin embargo, Quico se vio forzado a dejar el fútbol en activo rápidamente, al diagnosticársele una complicada enfermedad, y falleció en Sevilla en marzo de 2004. Un año después, destacados miembros del que fue su equipo y del Sevilla FC le rindieron un caluroso homenaje en la capital hispalense.
Más recientemente, en 2011, se halló una camiseta suya de la época en un paquete de material que le fue incautado al por entonces presidente bético Manuel Ruiz de Lopera. Esta camiseta fue entregada a un amigo cercano de Quico a través de Juan Ureña, con el que compartió vestuario.